# Cola verticillata
Cola verticillata (tên gọi thông thường: cola trơn và cola nhầy) là một loài thực vật trong chi Cô la, thuộc họ Cẩm quỳ. Nó có nguồn gốc từ các khu rừng nhiệt đới châu Phi. Loài này được nhà thực vật học Đan Mạch Peter Thonning mô tả lần đầu với tên gọi Sterculia verticillata, về sau được đổi thành Cola verticillata bởi Otto Stapf và Auguste Chevalier.

## Miêu tả
Cola verticillata là một loại cây có kích thước trung bình, cao khoảng 25 m (80 ft), phần dưới của thân cây không có cành. Cành cây thưa, màu nâu đỏ sẫm và thường rủ xuống. Nó có những chiếc lá thường xanh, hình bầu dục, bóng, xếp thành từng chùm ba hoặc bốn và những bông hoa hình sao, màu kem với những sọc màu nâu tía mọc ở nách lá. Quả của Cola acuminata rất đắng và được cho là không ăn được.

## Phân bố và môi trường sống
Cola verticillata có nguồn gốc từ vùng nhiệt đới Tây – Trung Phi; phạm vi của nó bao gồm Ghana, Bénin, Nigeria, Cameroon, Cộng hòa Trung Phi, Gabon, Cộng hòa Congo, Cộng hòa Dân chủ Congo và Angola. Nó sinh trưởng ở độ cao lên đến 1.000 m (3.300 ft), đặc biệt là gần suối và đầm lầy.

## Sinh thái
Mọt kola (Balanogastris kolae) là một loài côn trùng chuyên phá hoại và sinh sản trên các hạt Cola verticillata và Cola nitida. Loài nấm Irenopsis aburiensis cũng được ghi nhận trên cây này.

## Ứng dụng
Gỗ của Cola verticillata thường cứng và trắng. Ở miền nam Nigeria, nó được sử dụng trong bái vật giáo. Loài thực vật này đôi khi được trồng ở các làng quê. Hạt của nó chứa lượng cafein đáng kể, được hái từ tự nhiên khi chín và dùng làm thức uống. Vỏ, cành tỉa và lá rụng của C. verticillata có thể được sử dụng để sản xuất năng lượng.